# Enicospilus pressuratus
Enicospilus pressuratus là một loài tò vò trong họ Ichneumonidae.